# Gambrus rufithorax
Gambrus rufithorax är en stekelart som först beskrevs av Constantineanu 1968.  Gambrus rufithorax ingår i släktet Gambrus och familjen brokparasitsteklar. Inga underarter finns listade i Catalogue of Life.